# Ernie Whitt
Leo Ernest Whitt (né le 13 juin 1952 à Détroit, Michigan, États-Unis) est un receveur de baseball qui joue dans les Ligues majeures de 1976 à 1991.
Invité une fois au match des étoiles, Ernie Whitt a passé 12 de ses 15 saisons avec les Blue Jays de Toronto. Membre de l'équipe lors de la saison inaugurale de la franchise en 1977, il est aussi en 1989 le dernier joueur de cette première édition des Blue Jays à quitter Toronto. Depuis 1999, Whitt est l'entraîneur de l'équipe de baseball du Canada qui a participé à plusieurs rencontres internationales, dont les Jeux olympiques et les Jeux panaméricains, où le Canada remporte la médaille d'or en 2011 et 2015.

## Carrière de joueur
Ernie Whitt est drafté au 15e tour de sélection par les Red Sox de Boston en 1972. Il joue son baseball mineur de 1972 à 1976 dans l'organisation des Red Sox avant de faire ses débuts dans le baseball majeur pour Boston le 12 septembre 1976. Il n'a le temps de jouer que huit parties pour les Red Sox puisque le 5 novembre suivant les Blue Jays de Toronto en font le 34e joueur sélectionné au total au repêchage d'expansion de la Ligue américaine de baseball visant à former les deux nouvelles franchises qui feront leur entrée en 1977, l'autre étant Seattle. Whitt fait partie des Blue Jays à leur saison inaugurale mais ne rejoint le club que le 29 mai et dispute 23 parties seulement durant la saison. Il n'est rappelé des mineures que pour deux rencontres en 1978 et passe l'entière saison 1979 avec un club-école avant d'enfin devenir receveur régulier des Jays en 1980. Il est un régulier de la franchise torontoise durant toutes les années 1980, aidant l'équipe à remporter ses deux premiers championnats de division en 1985 et 1989. En 1985, il honore sa seule sélection en carrière au  match des étoiles où il accompagne ses coéquipiers lanceurs Dave Stieb et Jimmy Key ainsi que le deuxième but des Blue Jays Damaso Garcia. Il est d'ailleurs appelé au poste de receveur lorsque Stieb vient lancer la sixième manche de la partie d'étoiles. Whitt frappe un sommet personnel de 19 circuits et produit 64 points pour Toronto en 1985. Il égale ce nombre de circuits en 1987 en plus d'accumuler un sommet personnel de 75 points produits. Il produit 70 points en 1988. Il maintient une moyenne au bâton de ,253 en 1218 matchs joués sur 12 saisons pour les Jays, avec 888 coups sûrs, 131 circuits et 518 points produits.
Whitt est le dernier joueur à avoir disputé la saison inaugurale de 1977 des Blue Jays lorsque le club l'échange le 17 décembre 1989, avec le voltigeur Kevin Batiste, aux Braves d'Atlanta en retour du lanceur droitier Ricky Trlicek. Whitt est le receveur substitut des Braves en 1990 et met fin à sa carrière durant la campagne 1991 passée chez les Orioles de Baltimore.
Ernie Whitt a disputé 1328 matchs en 15 ans dans le baseball majeur, réussissant 938 coups sûrs dont 176 doubles et 134 circuits. Il compte 534 points produits, 447 points marqués et sa moyenne au bâton s'élève à ,249.

## Carrière d'entraîneur

### Équipe du Canada
La carrière d'Ernie Whitt au Canada ne s'arrête pas à ses nombreuses années jouées à Toronto : il est pour la première fois gérant de l'équipe nationale canadienne de baseball en 1999 aux Jeux panaméricains à Winnipeg. Le club remporte alors une médaille de bronze en battant l'équipe mexicaine 6 à 1. Il mène le Canada à sa première médaille d'or en baseball aux Jeux panaméricains lors de la compétition de 2011 à Guadalajara au Mexique lorsque les Canadiens s'imposent 2-1 en finale sur les États-Unis, puis en ajoute une autre aux Jeux panaméricains de 2015, où les Canadiens l'emportent encore en finale sur les Américains.
Il dirige le Canada en 2003 lors des qualifications pour le tournoi de baseball aux Jeux olympiques d'Athènes de 2004. Aux Jeux, ses joueurs ratent la médaille de bronze en perdant contre le Japon le match où elle est en jeu. C'est cependant Terry Puhl qui dirige le Canada aux Jeux de Beijing en 2008.
Il mène la sélection canadienne à des médailles de bronze aux Coupes du monde de baseball de 2009 et 2011.
Whitt est à la tête de l'équipe canadienne aux Classiques mondiales de baseball de 2006 et 2009, ainsi que lors des qualifications de 2012 qui permettent au Canada de se qualifier pour la Classique de 2013.

### Blue Jays de Toronto
Whitt est engagé en 1997 comme instructeur des jeunes receveurs jouant en ligues mineures dans l'organisation des Blue Jays de Toronto. En milieu de saison, il devient gérant de Blue Jays de Dunedin, le club-école de niveau A+ dans la Florida State League. De 1998 à 2004, il retourne à ses fonctions précédentes au sein du réseau de clubs affiliés.
Le 4 octobre 2004, Whitt devient instructeur de banc chez les Blue Jays de Toronto et assiste le gérant John Gibbons de 2005 à 2007. En 2008, il est instructeur des Jays au premier but mais perd son poste lorsque Gibbons est congédié en même temps que plusieurs de ses instructeurs le 20 juin.

### Phillies de Philadelphie
En 2009, Ernie Whitt est le gérant des Threshers de Clearwater, le club-école de niveau A+ des Phillies de Philadelphie, dans la Florida State League. Il est depuis instructeur des receveurs au sein du réseau de clubs affiliés aux Phillies et son retour est prévu pour 2013.